# دهستان قشلاق غربی
دهستان قشلاق غربی، یکی از دهستان‌های بخش بران شهرستان اصلاندوز در استان اردبیل ایران است. مرکز این دهستان، روستای دلیک‌یارقان است.

## جمعیت
بر پایه سرشماری عمومی نفوس و مسکن در سال ۱۳۹۵، جمعیت دهستان اصلاندوز غربی برابر با ۲٬۹۵۱ نفر بوده‌است.